# らぶ・ちゃっと
『らぶ・ちゃっと』（Love Chat）は、2000年4月24日から9月25日にフジテレビ系で放送された日本のオムニバスドラマ。放送時間は26時25分から26時55分。全19話。

## 概要
「らぶ・ちゃっと」というホームページ上の掲示板、チャット、ゲーム等のコンテンツで巻き起こる恋愛模様や人間模様を描いた作品。
なお、東風万智子、伊東美咲と長谷川京子の女優デビュー作でもある。

## 各回データ
- Chat.1「ONE NIGHT GANGS ワンナイト・ギャングス」（2000年4月24日）
  - 脚本：高橋美幸、演出：永山耕三
  - 出演：後藤理沙、安藤亮司、伊藤高史、真中瞳、伊東美咲、西山繭子
- Chat.2「お帰りダーリン」（2000年5月1日）
  - 脚本：林宏司、演出：高橋正秀
  - 出演：渋谷亜希、竜二、山本麻生
- Chat.3「NEON GENESIS COMING OUTER 新世紀カミングアウター」（2000年5月8日）
  - 脚本：森田幸江、演出：小林和宏
  - 出演：丹直樹、真中瞳、鶴水瑠衣、吉田晃太郎
- Chat.4「ガレージセール」（2000年5月15日）
  - 脚本：伊川尚孝、演出：成田一樹
  - 出演：伊東美咲、加賀野泉、原田龍二
- Chat.5「スプリング・ハズ・カム」（2000年5月22日）
  - 脚本：牟田桂子、演出：森憲一
  - 出演：榊ゆりこ、MIKI
- Chat.6「ちょこっとライヤー。」（2000年5月29日）
  - 脚本：吉田裕一
  - 出演：日野誠二、古郡やすこ
- Chat.7「恋する遺伝子」（2000年6月19日）
  - 脚本：森田幸江、演出：大木綾子
  - 出演：栗山千明、青塚光兵、松本じゅん、磯村千花子、土屋久美子
- Chat.8「シミュレーション・ゲーム」（2000年6月26日）
  - 脚本：サチ、演出：小林和宏
  - 出演：木村多江、相葉健次、宮地大介
- Chat.9「アニバーサリー」（2000年7月3日）

  - 出演：大河内奈々子
- Chat.10「ワンナイト・ラブ」（2000年7月10日）
  - 脚本：高橋美幸、演出：大木綾子
  - 出演：西山繭子、内田滋啓、板倉香
- Chat.11「夏の夜の進化論。」（2000年7月17日）
  - 脚本：伊川尚孝、演出：小林和宏
  - 出演：伊東美咲、深水元基、加賀野泉、高城洋一、駒勇明日香、関克文、原田龍二（友情出演）
- Chat.12「Visual Queen Special ガール meets ガール」（2000年7月31日）
  - 脚本：林宏司、演出：高木健太郎
  - 出演：周防玲子、一戸奈未、川村亜紀、桜井裕美、三津谷葉子、金子さやか、中村繁之、樋口浩二、螢雪次朗
- Chat.13「MIDNIGHT RUN」（2000年8月7日）
  - 脚本：林宏司、演出：林徹
  - 出演：平田裕香、長谷川勝彦、小島可奈子、木下ほうか、宮内こずえ、紅萬子、星野うさぎ
- Chat.14「恋人レンタル」（2000年8月14日）
  - 脚本：森田幸江、演出：小野恭裕
  - 出演：鶴水瑠衣、弓削智久、眞鍋かをり、荻野恵理、楠美津香
- Chat.15「P.S.逢いたいです。」（2000年8月21日）
  - 脚本：武井彩、演出：小山田雅和
  - 出演：村田充、鮎川なおみ、神原聖、和泉今日子
- Chat.16「逃亡ゲーム」（2000年8月28日）
  - 脚本：雙村しぐさ、演出：荒木浩二
  - 出演：宇崎慧、笹岡莉紗、佐野賢一、金沢トモキ、山崎廣明
- Chat.17「東京物語」（2000年9月4日）
  - 脚本：池田晴海、演出：都築淳一
  - 出演：宮澤美保、甲本雅裕
- Chat.18「身がわり結婚」（2000年9月18日）
  - 脚本：雙村しぐさ、演出：成田一樹
  - 出演：堀つかさ、鈴木飛雄、堀部寛十、原史奈、片桐詩帆、千種槇、大草理乙子、相島一之
- Chat.19「最終章スペシャル 天国からのメッセージ」（2000年9月25日）
  - 脚本：森田幸江、演出：成田岳
  - 出演：浅井江理名、原田健二、三田あいり、金田直、酒巻将人

## スタッフ
プロデューサー
- 中島久美子・樋口徹（フジテレビ）
- 関根雅史（エーステレビ）
- 岡崎成美（コール）
- 加藤正俊（共同テレビ）
- 西雅史（ディ・コンプレックス）
- 守屋圭一郎（共同テレビ）

## 主題歌
- aiko「私生活」

## 放送時間
- フジテレビ:月曜深夜26時25分から26時55分
- テレビ静岡:月曜深夜24時40分から25時10分
- 東海テレビ:金曜深夜26時50分から27時20分
- 長野放送:水曜深夜25時10分から25時40分
- 岩手めんこいテレビ:土曜深夜25時15分から25時45分